# Bombaški napad u Splitu 9. studenoga 1941.
Bombaški napad u Splitu 9. studenoga 1941., napad hrvatskih komunističkih ilegalaca na talijansku okupacijsku vojnu glazbu u Splitu 9. studenoga 1941. godine.

## Uvodni događaji
Početkom jeseni održani su sastanci splitskih udarnih grupa. Na jednom je sastanku sekretar CK KPH Rade Končar zatražio da se izvede primjerena akcija koja će se pročuti po cijeloj zemlji, a u to, vrijeme, u čast proslave Listopadske revolucije. Sudionici su predložili nekoliko akcija, a usvojena je zamisao o napadu na talijansku vojnu glazbu divizije Cacciatori delle Alpi. U odnosnom razdoblju kasnog ljeta i rane jeseni 1941., od 11. rujna do 9. studenoga 1941., ilegalci su u Splitu u sedamdeset oružanih akcija na osovinske okupatore ubili ili ranili šezdeset neprijateljskih vojnika i časnika. Uz to su bile brojne sabotaže i diverzije.
Izabrana je talijanska vojna glazba, zbog ponižavanja i premlaživanja Splićana, pa je svima dozlogrdila. Talijanski vojni orkestar redovito je prolazio Splitom za svirati prigodom prilikom podizanja i spuštanja talijanske zastave. Osim što su Splićani morali trpiti poniženje što trpe podizanje okupatorove zastave, morali su tada zastavu pozdravljati fašističkim pozdravom. Tko nije pozdravio, fašisti bi ga prebili.

## Napad
U suradnji s KPH organizirao ju je Rade Končar, prativši neposredno tijek. Rukodovitelj akcije bio je zapovjednik udarnih skupina Ante Roje. Vješto skrivene ručne bombe donijele su Tonka Lukas i Neva Paić-Roje u jednu kuću koja se nalazila stotinjak metara od mjesta akcije. Izviđač iz udarne grupe stajao je na uglu ulice i čim bi opazio dolazak glazbara, trebao je hitro dojaviti bombašima. Zbog zakašnjelog javljanja prvog dana, akcija je odgođena za sutradan. Prema planu bombaši su trebali baciti bombe na tri različita mjesta među glazbu i satniju karabinjera koja ju je pratila iza. Bombaši su se trebali organizirano povući u trima pravcima.
Bombe je sutradan, 9. studenoga 1941. godine, bacila Splitska udarna grupa u sastavu Veljko Neškovčin, Nikola Trebotić, Tomo Krstulović i Života Katunarić. Napad je izvršen u Tartaglinoj ulici. Na glazbu su bačene tri bombe. Dobro su pogodili i ranjena 24 talijanska vojnika. Nastala je sveopća strka i opća uzbuna u gradu i jurnjava. Počinitelj Neškovčin pokušao je pobjeći, ali zaustavila ga je ophodnja koja je od njega zatražila isprave. Budući da je bio tražena osoba, pobjegao je ali je naišao na drugu ophodnju koja ga je upucala u trbuh. Premda su ga uhvatili i pokušali održati na životu, od teških je rana umro.

## Posljedice
Sutradan su talijanske fašističke vlasti uhitile 143 osobe. Zastrašenost kod Talijana su postigli. Od napada su svake noći pucali bojeći se nevidljivog neprijatelja. Vojni orkestar talijanske vojske mjesecima nije prolazio splitskim ulicama.
Za razvijanje borbenog raspoloženja stanovništva napadi su odigrali veliku ulogu, no cijena napadâ bila je velika i vremenom upitna. Već prije ranojesenskih aktivnosti, akcije su činile ilegalcima više štete nego koristi. Gubitci partijskih kadrova i žrtve po odmazdi okupatora i izdajnika bile su velike, pa je do polovice rujna trećina članova Partije uhićena, strijeljana ili internirana. Sredinom studenoga ranili su i uhitili Radu Končara. U pretragama i pretresima uhićen je i Feđa Borozan. Italija je pojačala teror nad domaćim stanovništvom: masovna uhićenja, brojne smrtne presude na Izvanrednom sudu za Dalmaciju, mnogi su otpremljeni u sabirne logore, od čega samo iz Splita više od tisuću osoba je do pola prosinca 1941. internirano u talijanskim logorima.